# Eskétamine
L'eskétamine, commercialisée en France sous les marques Eskesia et Spravato entre autres,, est un médicament utilisé comme anesthésique général et pour la dépression réfractaire au traitement,. L'eskétamine est utilisée en spray nasal ou par injection intraveineuse,.
L'eskétamine agit principalement comme antagoniste non compétitif du récepteur D- aspartate de N-méthyle (NMDA),. Il agit également dans une certaine mesure en tant qu'inhibiteur de la recapture de la dopamine mais, contrairement à la kétamine, n'interagit pas avec les récepteurs sigma. Le composé est l'énantiomère S (+) de l'hydrochlorure de kétamine, qui est un anesthésique dissociatif et similaire. On ignore si son action antidépressive est supérieure, inférieure ou égale au racémique de kétamine et à son énantiomère R, l’arkétamine, tous deux étudiés pour le traitement de la dépression.
L'eskétamine a été introduite pour un usage médical en 1997. En 2019, elle a été approuvée pour être utilisée avec d'autres antidépresseurs pour le traitement de la dépression chez les adultes aux États-Unis. Le coût du spray nasal à partir de 2019 sera de 4 700 USD à 6 800 USD pour le premier mois.

## Dénomination
L'eskétamine stricto sensu est la S-(–)-kétamine donc entendu base libre et de numéro CAS 33643-46-8 tandis que l'hydrochlorure d'eskétamine correspond au chlorhydrate de S-(+)-kétamine (c'est-à-dire que le sens du pouvoir rotatoire de l'énantiomère S de la kétamine a changé), et de numéro CAS 33795-24-3. Il est habituellement utilisé comme le composé médicinal de base, son nom a été abrégé en S-(+)-kétamine par des cliniciens et donc il est entendu très généralement que la S-(+)-kétamine est l'hydrochlorure de S-kétamine et de la même façon, la R-(–) -arkétamine ou R-(–)-kétamine correspond identiquement au chlorhydrate de R-kétamine.

## Utilisations médicales

### Anesthésie
L'eskétamine est un anesthésique général, elle est utilisée pour des indications similaires à la kétamine. Ces utilisations comprennent l'induction de l'anesthésie chez les patients à haut risque tels que ceux présentant un choc hémorragique, un choc anaphylactique, un choc septique, un bronchospasme grave, une insuffisance hépatique grave, une tamponnade cardiaque ou une péricardite constrictive ; l'anesthésie pour une césarienne ; l'utilisation de plusieurs anesthésiques dans les situations de brûlures ; et en complément d'anesthésie locale avec des blocs nerveux incomplets.

### Dépression
De la même manière que la kétamine, l'eskétamine semble être un antidépresseur à action rapide,. Elle a reçu une désignation révolutionnaire de la FDA pour la dépression réfractaire au traitement (DRT) en 2013 et la dépression majeure accompagnée d'idée suicidaire en 2016,. Le médicament a été étudié spécifiquement pour une utilisation en association avec un antidépresseur oral chez les personnes atteintes de DRT qui ne répondaient pas au traitement,, ; six essais cliniques de phase III pour cette indication ont été menés en 2017,,. Elle est disponible en spray nasal,,.
En février 2019, un groupe d'experts externes a recommandé à la FDA d'approuver la version d'eskétamine en pulvérisation nasale, à condition qu'elle soit administrée en milieu clinique, les patients restant sur place au moins deux heures après l'administration. Cette exigence était motivée par le fait que les participants aux essais de médicaments ont expérimenté temporairement une sédation, des troubles visuels, des difficultés d'élocution, de la confusion, des engourdissements et des sensations de vertige voire d'évanouissement immédiatement après l'administration. L'eskétamine est déconseillée par la revue médicale indépendante Prescrire.

## Pharmacologie
L'eskétamine est un anesthésique environ deux fois plus puissant que le racémique de kétamine. Elle est éliminée du corps humain plus rapidement que l'arkétamine (R (-) - kétamine) ou la kétamine racémique, bien que l'arkétamine ralentisse son élimination.
Un certain nombre d'études ont suggéré que l'eskétamine avait une action pharmacologique plus utile sur le plan médical que l'arkétamine ou le racémique de kétamine[réf. nécessaire]. Cependant, chez les souris il est constaté que l'effet antidépresseur rapide de l'arkétamine était plus important et a duré plus longtemps que celui de l'eskétamine. En tant qu'antidépresseur, le contraire a été trouvé (« La R kétamine semble être un antidépresseur puissant et sans danger par rapport à la S-kétamine », « La R-kétamine en tant qu'antidépresseur plus durable que le rapastinel »).
L'eskétamine inhibe les transporteurs de dopamine huit fois plus que l'arkétamine. Cela augmente l'activité de la dopamine dans le cerveau. Aux doses produisant la même intensité d'effets, l'eskétamine est généralement considérée comme plus agréable par les patients,. De plus, les patients récupèrent généralement plus rapidement leurs fonctions mentales après avoir été traités avec de l’eskétamine pure, ce qui peut s'expliquer par le fait qu'elle soit rapidement éliminée de leur organisme,. Ceci est toutefois en contradiction avec le fait que la R-kétamine soit dépourvue d’effets secondaires psychotomimétiques.
L'eskétamine a une affinité pour le site de liaison de la PCP du récepteur NMDA 3 à 4 fois plus élevé que celui de l'arkétamine. À la différence de l’arkétamine, l’eskétamine ne se lie pas de manière significative aux récepteurs sigma. L'eskétamine augmente le métabolisme du glucose dans le cortex frontal, tandis que l'arkétamine diminue le métabolisme du glucose dans le cerveau. Cette différence peut expliquer le fait que l’eskétamine a généralement un effet plus dissociatif ou hallucinogène alors que l’arkétamine serait plus relaxante. Cependant, une autre étude n'a révélé aucune différence entre le racémique et la (S)-kétamine en ce qui concerne le niveau le racémique de kétamine comprend 50 % de (S)-kétamine.

## Histoire
L'eskétamine a été introduite en Allemagne en 1997 comme anesthésique à des fins médicales, puis commercialisée dans d'autres pays,. Outre ses effets anesthésiques, le médicament a montré des propriétés d'antidépresseur à action rapide et a ensuite été étudié pour cette utilisation en tant que tel,. En novembre 2017, il a achevé des essais cliniques de phase III sur la dépression réfractaire aux États-Unis,. Johnson & Johnson a déposé une demande de nouveau médicament (DNM) pour approbation par la Food and Drug Administration (FDA) le 4 septembre 2018. La demande a été approuvée par un comité consultatif de la FDA le 12 février 2019 et le 5 mars 2019, la FDA a approuvé l'eskétamine, associée à un antidépresseur oral, pour le traitement de la dépression majeure chez l'adulte.

## Société et culture

### Dénomination
L'eskétamine est le nom générique du médicament et de sa DCI et de la BAN, tandis que le chlorhydrate d'eskétamine en est son BANM. Elle est également connue sous le nom de S(+)-kétamine, (S)-kétamine ou (-)-kétamine ou encore son code de développement JNJ-54135419,.
L'eskétamine est commercialisée sous les noms de spécialité Eskesia en tant qu'anesthésiste/analgésique à usage humain, Spravato pour une utilisation en tant qu'antidépresseur et Ketanest, Ketanest S, Ketanest-S et Keta-S pour une utilisation en tant qu'anesthésique (vétérinaire), entre autres.

### Disponibilité
L'eskétamine est commercialisée comme antidépresseur aux États-Unis et comme anesthésique en Europe, notamment en Autriche, au Danemark, en Estonie, en France, en Finlande, en Allemagne, aux Pays-Bas, en Norvège, en Slovénie, en Suède et en Suisse.

### Législation
L'eskétamine est une substance contrôlée inscrite au tableau III aux États-Unis (en).